# دايفيد موراي
دايفيد موراي (بالإنجليزية: David Murray)‏ (و. 1909 – 1973 م) هو مهندس، ومدرب رياضي، وسائق سيارة سباق، من المملكة المتحدة، ولد في إدنبرة، توفي في لاس بالماس دي غران كناريا، عن عمر يناهز 64 عاماً.

## التعليم
تعلم في جامعة ميشيغان.